# 1990年航空
此條目列出1990年發生有關航空運輸的事件。

## 事件

### 1月
- 1月10日：麥道MD-11進行首飛。
- 1月22日：四川省重慶市重慶江北國際機場啟用。

### 4月
- 4月7日：雲南省西雙版納傣族自治州景洪市西雙版納嘎灑國際機場啟用。

### 6月
- 6月30日：浙江省寧波市寧波櫟社國際機場啟用。

### 7月
- 7月12日：浙江省溫州市溫州龍灣國際機場啟用。